# 杨栋梁 (1954年)
杨栋梁（1954年1月—），男，河北青县人，中华人民共和国政治人物。北京石油管理干部学院企业管理系专科毕业，中国政法大学国际法学专业在职研究生、法学博士，高级经济师。曾任天津市人民政府常务副市长，国家安全生产监督管理总局局长、党组书记，国务院安全生产委员会副主任，国务院安全生产委员会办公室主任。中国共产党第十八届中央委员。

## 生平
杨栋梁早年是石油工人，1972年在大港油田钻井一部工作。1973年12月加入中国共产党。1973年至1975年，参与了“华北石油会战”，历任钻井一部工人、副指导员、指导员，一大队副教导员，钻井一部政治处副主任、党委副书记，勘探三部党委副书记、兼政治处主任，成为一名党工干部。
1983年，出任华北石油管理局党委副书记。1987年完成大专课程后，调中原油田工作，历任中原石油勘探局钻井一公司党委书记、经理，中原石油化工工程建设指挥部副指挥长。1994年，出任天津联合化学有限公司副总经理。
1996年，杨栋梁离开石油化工系统，出任天津市经委副主任，开始从政之路。此后历任天津市机电工业总公司党委书记，市委工业工委副书记、兼市经委主任；2001年升任天津市人民政府副市长；2005年12月，任天津市委常委、副市长兼市国资委主任；2007年12月，晋升天津市常务副市长。2012年5月，接替骆琳，出任国家安全生产监督管理总局局长、党组书记。

### 落马被查
2015年8月18日，中央纪委监察部网站宣布杨栋梁因涉嫌严重违纪违法，接受组织调查。天津港“8.12”特别重大火灾爆炸事故发生后，杨栋梁还曾带工作组赴现场指挥救援。甚至被查前一天的8月17日晚上，杨栋梁还在天津参加国务院工作组和天津抢险救援指挥部联席会议。据媒体报道，出任安监总局局长之前，杨栋梁已在天津工作了18年，其中的11年任天津市副市长。最终以天津市委常委、常务副市长身份上调安监总局。天津滨海新区的多个大项目，特别是大石化项目，当初能落地都跟杨的努力有关，很多都是其“亲自跑下来的”。天津、石化、安全生产，每一条都跟杨栋梁密切相关。一位天津纪检系统人士透露，杨这个人私心很重，在当天津副市长的时候，就有很多人举报他，不乏天津的一些老领导老同志，是典型的带病提拔。对杨的秘密调查已有半年之多，爆炸这个事只是“契机”。杨栋梁儿子、中海石油气电集团有限责任公司思想政治部总经理杨晖，亦被有关部门带走接受调查。10月16日，中纪委通报杨栋梁被双开，移送司法机关。
2016年9月，中共中央组织部通报了5起干部人事档案造假典型案例，其中包括杨栋梁指使、纵容干部档案造假案。2000年7月起，杨栋梁向时任天津市经委副主任狄俊霞等人打招呼，将原同事周梅谦之女周涤安排到华泽公司财务部担任会计，并指使狄俊霞伪造周涤华泽公司财务部部长任职经历，违规将周涤调入天津市国资委，官至市国资委总会计师（副厅级）。2015年12月，狄俊霞与周涤因档案造假问题被天津市纪委立案检查。1990年，私营企业主叶宝林为儿子叶玉鹏入伍，通过关系将其出生日期从1976年改为1973年。叶玉鹏入伍几个月后便回高中继续读书，高中毕业后被安排到天津市塘沽区交管局工作。2012年，杨栋梁应叶宝林请托，将叶玉鹏从天津市政府办公厅借调到安监总局值班室。2014年2月，杨栋梁在明知叶玉鹏档案中年龄、履历造假的情况下，派人多次赴天津协调处理叶玉鹏档案问题，最终将叶玉鹏档案的出生日期明确为1976年，删去其入伍经历，伪造其学习和工作履历。同年7月将其调入安监总局，9月提拔为办公厅保密处副处长。此后，杨栋梁违反省部级领导干部秘书管理规定，在明知叶玉鹏学历不符合担任秘书必须具备全日制本科以上学历条件的情况下，弄虚作假，名义上经报中央组织部同意安排安监总局政策法规司一名干部作为其秘书，实际秘书工作却由叶玉鹏承担。其间，杨栋梁收受叶宝林巨额财物。
2016年10月9日，最高人民检察院发布消息：杨栋梁涉嫌受贿、贪污一案，经最高人民检察院指定由北京市人民检察院侦查终结后，移送北京市人民检察院第二分院审查起诉。北京市人民检察院第二分院已向北京市第二中级人民法院提起公诉。检察机关起诉指控：被告人杨栋梁利用担任天津市人民政府副市长、常务副市长、国家安全生产监督管理总局局长等职务上的便利，为他人谋取利益，非法收受他人巨额财物共计折合人民币2849万余元；利用职务上的便利，非法占有公共财物，数额巨大，依法应当以受贿罪、贪污罪追究其刑事责任。
2017年2月21日，北京市第二中级人民法院一审宣判，杨栋梁犯受贿罪，判处有期徒刑13年6个月，并处罚金人民币180万元；犯贪污罪判处有期徒刑3年，并处罚金人民币20万元，决定执行有期徒刑15年，并处罚金人民币200万元；对其受贿所得财物及其孳息予以追缴，上缴国库；贪污所得财物依法返还被害单位。杨栋梁当庭表示不上诉。

## 评价
天津市原副市长皮黔生曾不点名批评杨栋梁“国资委的一些领导，自我感觉良好，认为他们比企业家还懂市场，还懂经济，简直是笑话……有些领导，自己在企业时，把企业搞得连年亏损，后来进到政府，却成了企业的婆婆，要对别人指手画脚。他在其它地方想怎么弄是他的事，但在滨海新区，绝不能任由某些人胡来。”

## 相关人物
- 张立昌、黄兴国（天津市副市长任内上级）
- 武长顺（天津市副市长任内同僚）
- 狄俊霞（下属）、周涤（天津市国资委总会计师）